# Constantin Bușe
Constantin Bușe (n. 27 septembrie 1939, Bibești, județul Gorj - d. 15 decembrie 2019) a fost profesor universitar și un cercetător istoric.

## Viața și activitate
Constantin Bușe urmează studiile secundare la Focșani, iar cele universitare la București. La catedra de istorie universală a Facultății de istorie a Universității București deține funcția de lector (1971). Aduce contribuții considerabile privind evoluția situației economice și comerciale a țărilor române între pacea de la Adrianopol și obținerea independenței naționale. De asemenea, în aria sa de interese se aflau și aspecte privind istotra universală contemporană, axându-se pe perioada interbelică.
Este unul dintre întemeietorii școlii românești de istorie a relațiilor internaționale. Întreaga sa viață și-a dedicat-o istoriei și redescoperirii trecutui. excelând la nivel național și internațional în cercetarea istorii moderne și contemporane universale, a Americii Latine și integrării euro-atlantice. 

## Medalii, premii, titluri onorifice
A primit în anul 2011 titlul de cetățean de onoare al municipiului Focșani
În anul 2009 a fost onorat cu înalta distincție de ,,Doctor Honoris Causa” pentru întreaga sa activitate.

## Opere
- Gândirea social-politică despre unire (București 1966)
- Mihail Kogălniceanu (București 1967)
- Relații internaționale în acte și documente, vol. I, 1917-1939
- Culegere de documente, București; Istoria universală, Epoca contemporană, vol. I, 1918-1939
- Lucrări occidentale despre problema celui de-al doilea front în Europa, în  Analele Universității București, XIV (1965)
- Cu privire la tratatul de alianță româno-stârb din 1868, în Revista Arhivelor, XXVIII (1966)
- Aspecte social- economice în proza politică a lui Mihail Eminescu, în Analele Universității București , XVII (1968)
- Contribuții privind regimul vamal al Principatelor Române in perioada 1838- 1874 în  Analele Universității București,  XX (1971)
- Le commerce extérieur de la Moldavie par le port de Galatzi durant la periode 1837-1847, în RRH, XII (1973)
- Unele considerațiuni privind viața economică a României între 1862-1876, în Analele Universității București, XXII (1973)